# Gergis
Gergis is een geslacht van rechtvleugeligen uit de familie veldsprinkhanen (Acrididae). De wetenschappelijke naam van dit geslacht is voor het eerst geldig gepubliceerd in 1875 door Stål.

## Soorten
Het geslacht Gergis omvat de volgende soorten:
- Gergis minor Dirsh, 1962
- Gergis pallidinervis Stål, 1875